# Lila temynta
Lila temynta (Monarda fistulosa) är en kransblommig växtart som beskrevs av Carl von Linné. Lila temynta ingår i släktet temyntor, och familjen kransblommiga växter.

## Underarter
Arten delas in i följande underarter:
- M. f. brevis
- M. f. fistulosa
- M. f. longepetiolata
- M. f. mahuexii
- M. f. menthifolia
- M. f. mollis
- M. f. rubra

## Bildgalleri

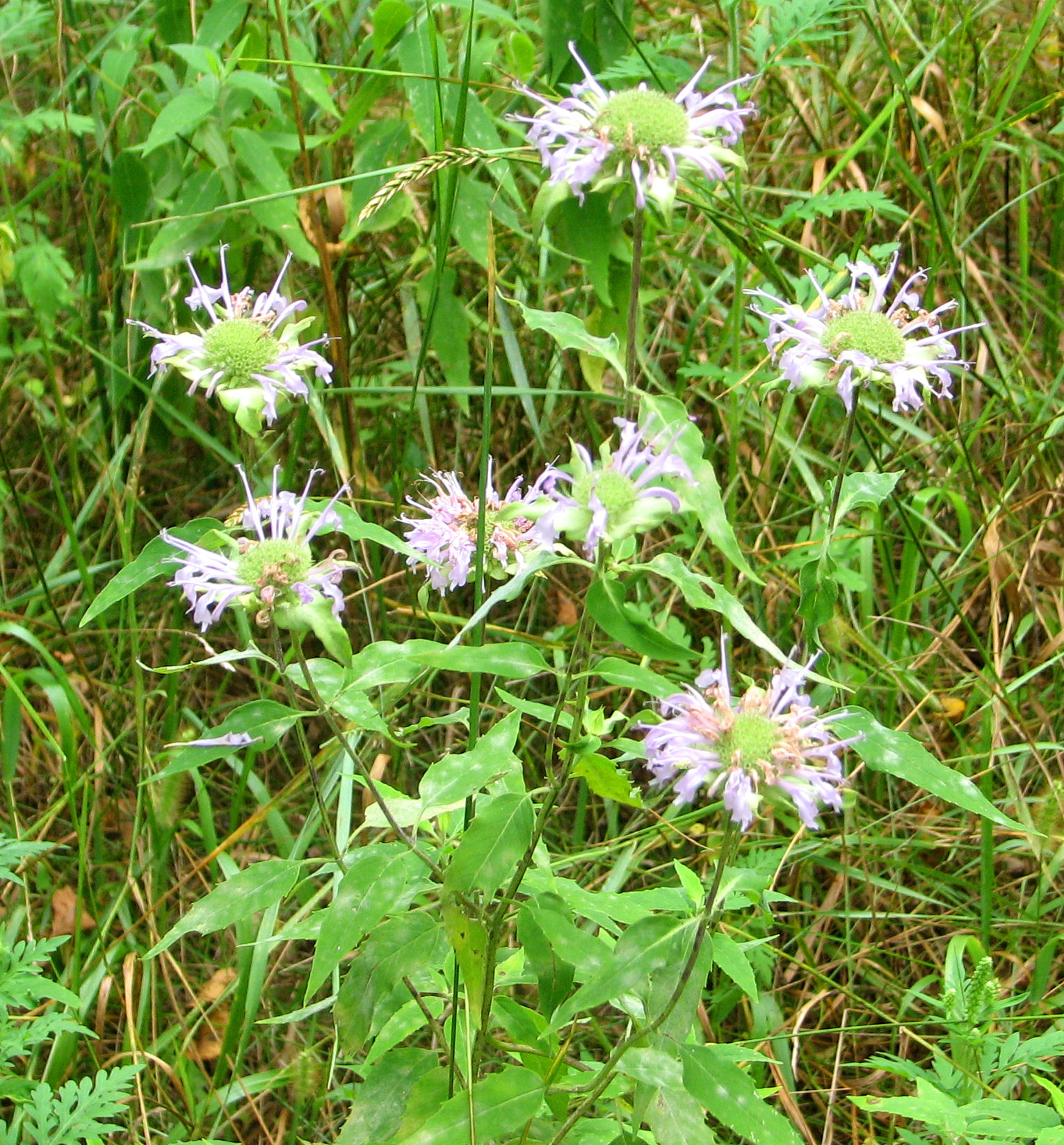